# Johann Benedikt Jakob von Königslöw
Johann Benedikt Jakob von Königslöw, auch Königslöv, (* 10. April 1754 in Hamburg; † 20. September 1841 in Kirch Grambow) war ein deutscher evangelisch-lutherischer Geistlicher und Oratorien-Dichter.

## Leben

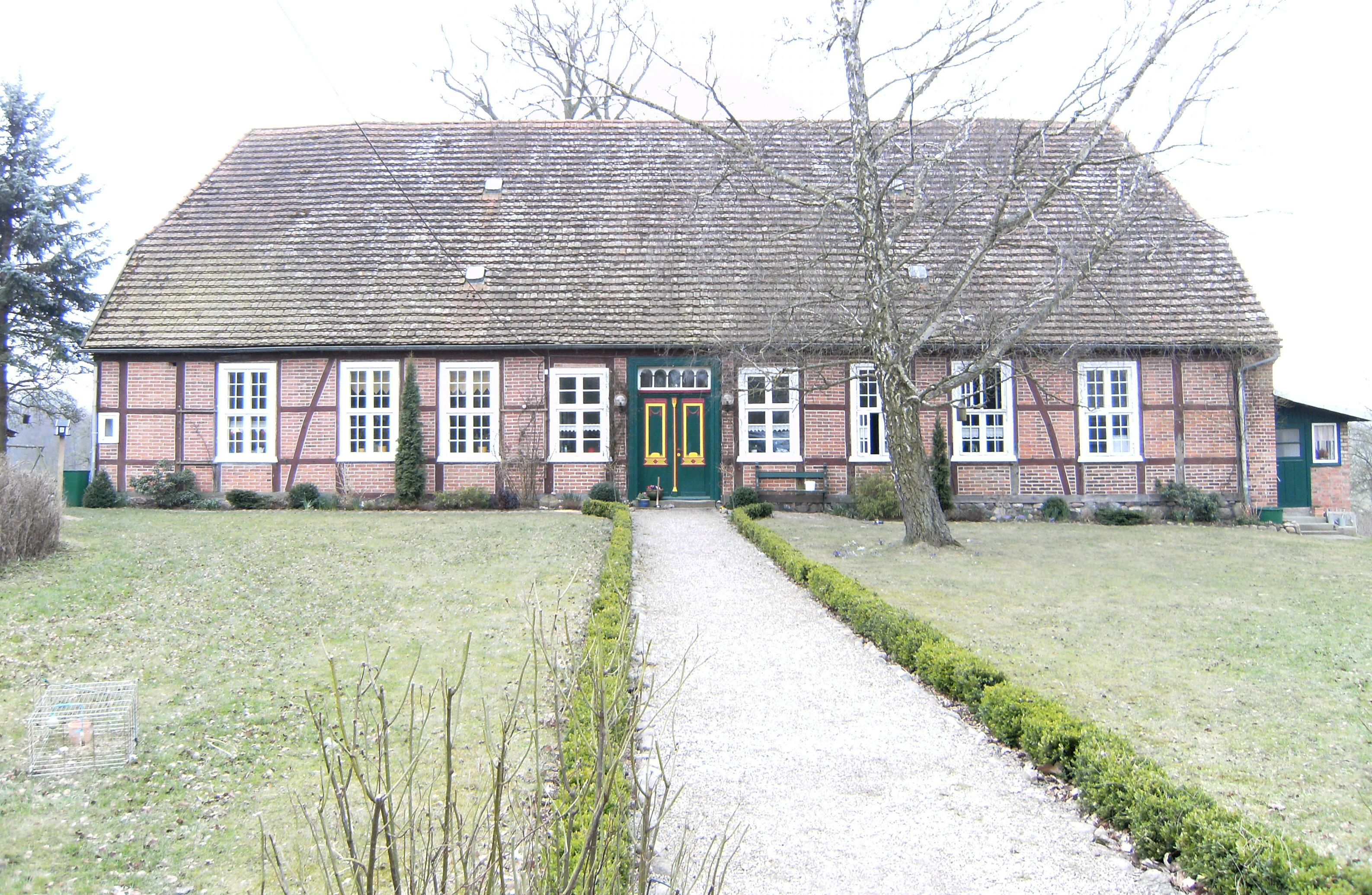
Pfarrhaus der Dorfkirche Kirch Grambow, erbaut 1794 für die Familie von Königslöw

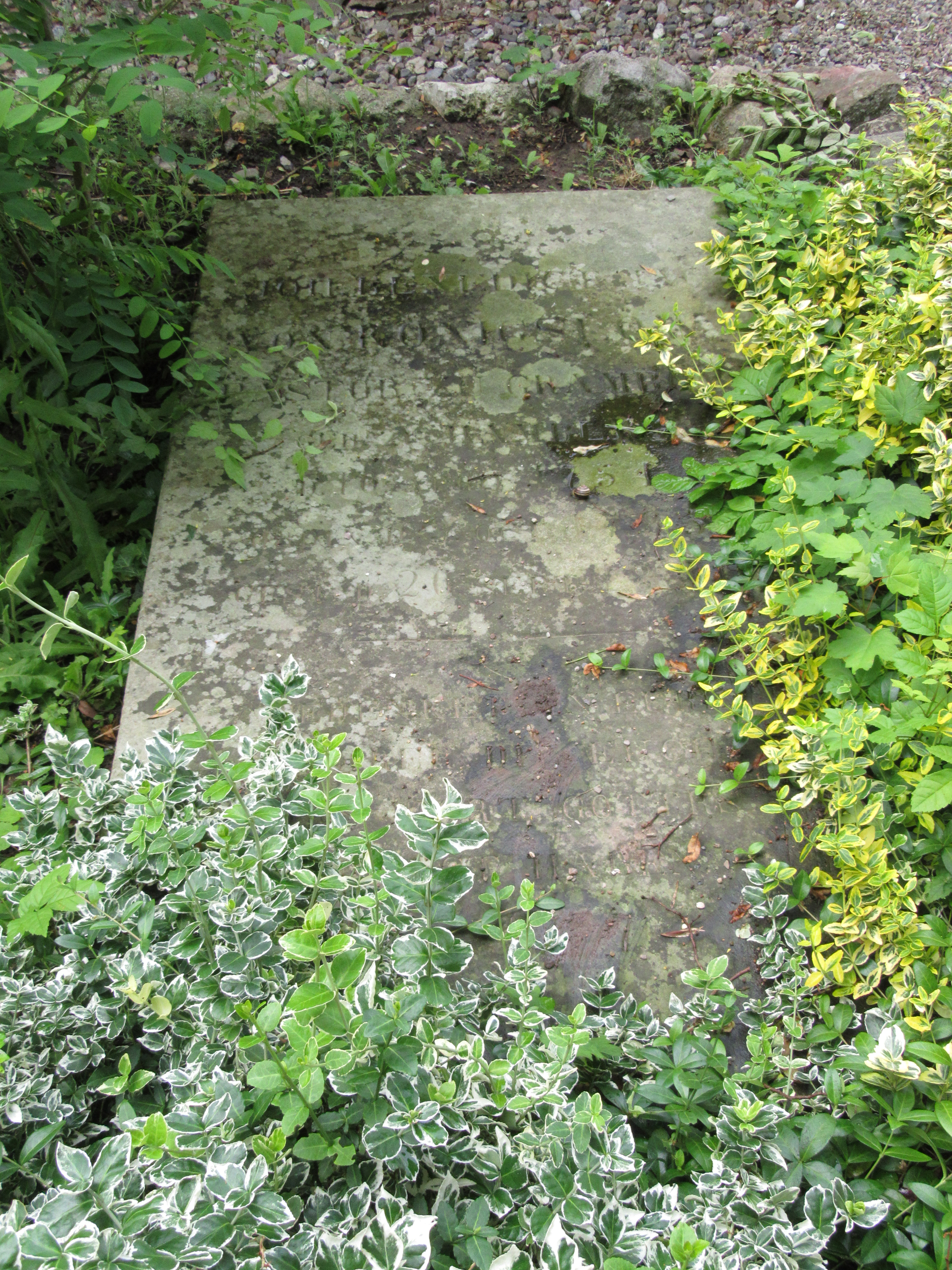
Johann Benedikt Jakob von Königslöws Grabplatte

Johann Benedikt Jakob von Königslöw war der jüngste Sohn des Kattunfabrikanten und späteren Klaviermeisters und Musiklehrers in Hamburg Johann Christoph Burchard (* 2. November 1715; † 1800 in Kirch Grambow) und seiner Frau Margarethe Elisabeth, geb. Hessel. Johann Wilhelm Cornelius von Königslöw war sein älterer Bruder. 
Er besuchte die Gelehrtenschule des Johanneums in Hamburg und studierte ab Ostern 1776 Evangelische Theologie an der Universität Göttingen. 1779 kam er als Kandidat des Geistlichen Ministeriums zurück nach Hamburg und arbeitete als Hauslehrer. 
1785 erhielt er eine Berufung zum Prediger in Sahms im Herzogtum Sachsen-Lauenburg. Nach nur vier Monaten dort berief ihn im Januar 1786 Graf von Bernstorff als Kirchenpatron zum Pastor der Gemeinden Holtorf (Schnackenburg) und Kapern (heute Ortsteil von Schnackenburg). Von dort kam er im März 1794 als Adjunkt des Pastors Johann Gerhard Lohrmann an die ebenfalls unter von Bernstorffschen Patronat stehende Pfarre in Kirch Grambow bei Rehna und wurde nach Lohrmanns Tod 1798 dessen Nachfolger. Am 9. Oktober 1835 feierte er sein 50-jähriges Amtsjubiläum. Ab 1831 wurde er von Pastor Ernst Salfeld als Adjunkt unterstützt, der auch sein Nachfolger wurde.
Er war drei Mal verheiratet, zunächst seit dem 25. Juli 1785 mit Charlotte Marie Eleonore Schützing, der ältesten Tochter des Pastors in Schnackenburg. Sie starb am 14. Februar 1819 in ihrem 55. Lebensjahr. Danach heiratete er ihre Schwester Caroline Friederike, die am 10. April 1837 im Alter von 70 Jahren verstarb. In dritter Ehe heiratete er Johanna, geb. Künicke (1794–1883).
Aus der ersten Ehe hinterließ er vier Söhne, von denen der älteste, Burchard Karl Christian (* 1788), Landwirt wurde, der zweite, Johann Christoph Wilhelm (* 30. Juni 1791), Kaufmann in Hamburg war, der dritte, Daniel Siegmund (* 5. Februar 1793), eine Plantage in Paramaribo auf Surinam leitete und der jüngste, Ulrich Adolph Heinrich (* 3. September 1794) Advokat in Parchim wurde.
Johann Benedikt Jakob von Königslöws Grabplatte hinter dem Chor der Dorfkirche Kirch Grambow ist erhalten.

## Werk
Von 1787 bis 1789 war Königlöw der Textdichter der von seinem Bruder komponierten Lübecker Abendmusiken: 
- 1788: Die Rettung des Kindes Mose (Digitalisat des Autographs, Stadtbibliothek Lübeck)
- 1788: Der geborne Weltheiland, zuletzt Bibliothek der Hansestadt Lübeck, Lübeck 2003 ISBN 3-933652-16-2